# Henric cel de Fier

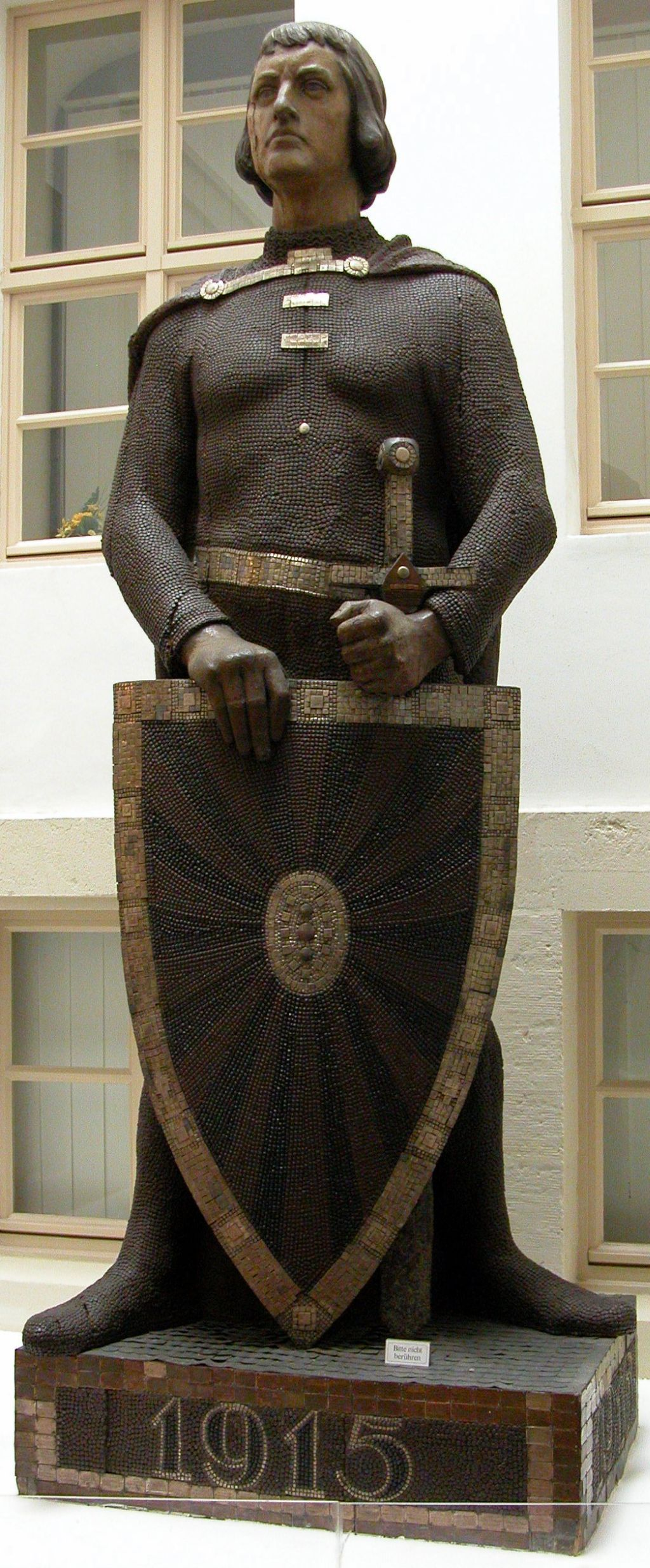
Henric cel de Fier

Henric cel de Fier (germană Eiserner Heinrich; Heinrich der Löwe in Eisen) este o figură cu o înălțime de 3,90 m, din lemn african expusă în Braunschweig. Figura reprezintă pe regele Heinrich der Löwe (Henric Leul) înfățișat cu o față dârză îmbrăcat în armură și înarmat cu un scut și o spadă.

## Istoric
Figura a fost expusă în anul 1915, nu peste mult după ce a izbucnit primul război mondial, scopul expunerii lui era motivarea cetățenilor civili pentru sprijinirea financiară a trupelor militare austro-germane trimise în război. Astfel de figuri simbol cu scop de propagandă, au fost expuse și în alte locuri publice, reușind să trezească în rândul cetățenilor sentimente de solidaritate cu trupele imperiale. Figura lui Henric cel de Fier, care era de fapt din lemn, probabil a fost inspirat de statuia „Wehrmann in Eisen“ (Soldatului de fier) expusă în anul 1914 în Viena.

## Literatură
- Jochen Luckhardt und Franz Niehoff (Hrsg.): Heinrich der Löwe und seine Zeit. Herrschaft und Repräsentation der Welfen 1125-1235, vol. 3 Nachleben, München 1995